# Маран, Рейн Теодорович
Рейн Теодорович Маран (эст. Rein Maran, род. 13 сентября 1931, Тарту) — эстонский кинооператор, фотограф и режиссёр. Заслуженный деятель искусств Эстонской ССР (1986). Лауреат Государственной премии Эстонской ССР (1987), премии Эрика Кумари (1991), национальной премии Эстонии по культуре (2008).

## Биография
С 1952 по 1956 год отбывал наказание за участие в антисоветской молодежной организации.
С 1967 года сотрудничал на киностудии «Таллинфильм», а затем и в «Eesti Telefilm».
В 1972 году окончил Всесоюзный государственный институт кинематографии (с отличием, мастерская Н. Кудряшова). Дипломным был научно-популярный фильм о муравьях «Хвойное городище».
По его инициативе организована фотогруппа Stodom, а в 1989 году — Таллинский фотоклуб. Он является членом Союза кинематографистов Эстонии и был его председателем с 1989 по 1993 год. С 1996 года преподает в Таллинском университете на факультете культуры кино и видео.
Вошёл в составленный в 1999 году по результатам письменного и онлайн-голосования список 100 великих деятелей Эстонии XX века.

## Фильмография

### Режиссёр
1979 — Лето в Заборье | эст. Laanetaguse suvi

### Сценарист
1979 — Лето в Заборье | эст. Laanetaguse suvi

### Оператор
1974 — Цветные сны | эст. Värvilised unenäod
1971 — Свободны, как птицы | эст. Lindpriid
1969 — Ещё раз о весне | эст. Veel kord kevadest